# Вудсток (Ньюфаундленд і Лабрадор)
Вудсток (англ. Woodstock) — містечко в Канаді, у провінції Ньюфаундленд і Лабрадор.

## Населення
За даними перепису 2016 року, містечко нараховувало 190 осіб. Середня густина населення становила 18,8 осіб/км².
З офіційних мов обидвома одночасно володіли 5 жителів, тільки англійською — 190.
Працездатне населення становило 33,3% усього населення, рівень безробіття — 53,8% (44,4% серед чоловіків та 66,7% серед жінок). 92,3% осіб були найманими працівниками, а 0% — самозайнятими.
20,5% мешканців мали закінчену шкільну освіту, не мали закінченої шкільної освіти — 43,6%, 33,3% мали післяшкільну освіту.
| Статево-вікова структура населення | Статево-вікова структура населення | Статево-вікова структура населення | Статево-вікова структура населення | Статево-вікова структура населення |
| ---------------------------------- | ---------------------------------- | ---------------------------------- | ---------------------------------- | ---------------------------------- |
|                                    |                                    |                                    |                                    |                                    |
| Всього                             | Всього                             | 52,6%47,4%                         |                                    |                                    |
| 0 — 14 років                       | 0 — 14 років                       |                                    | 5,3%                               | 5,3%                               |
| 15 — 64 років                      | 15 — 64 років                      |                                    | 65,8%                              | 65,8%                              |
| 65 і більше                        | 65 і більше                        |                                    | 28,9%                              | 28,9%                              |
| Середній вік (років)               | Середній вік (років)               | 53,352,5                           | 52,9                               | 52,9                               |
| Медіана (років)                    | Медіана (років)                    | 58,057,2                           | 57,6                               | 57,6                               |
| — чоловіки — жінки                 |                                    |                                    |                                    |                                    |

| Походження мешканців:     | Походження мешканців:     | Походження мешканців: | Походження мешканців: | Походження мешканців: |
| ------------------------- | ------------------------- | --------------------- | --------------------- | --------------------- |
| Походження                |                           |                       | осіб                  | %                     |
| Корінні американці        | Корінні американці        |                       | 65                    | 32.5%                 |
| Інше північноамериканське | Інше північноамериканське |                       | 80                    | 40%                   |
| Європейське               | Європейське               |                       | 115                   | 57.5%                 |
| британське                | британське                |                       | 105                   | 52.5%                 |
| французьке                | французьке                |                       | 10                    | 5%                    |
| Азійське                  | Азійське                  |                       | 10                    | 5%                    |

| Зайнятість населення за галузями (за класифікацією NOC): | Зайнятість населення за галузями (за класифікацією NOC): | Зайнятість населення за галузями (за класифікацією NOC): | Зайнятість населення за галузями (за класифікацією NOC): | Зайнятість населення за галузями (за класифікацією NOC): |
| -------------------------------------------------------- | -------------------------------------------------------- | -------------------------------------------------------- | -------------------------------------------------------- | -------------------------------------------------------- |
|                                                          |                                                          |                                                          |                                                          |                                                          |
| Освіта, правозахист, муніципальні та урядові служби      | Освіта, правозахист, муніципальні та урядові служби      |                                                          | 16,7%                                                    | 16,7%                                                    |
| Гуртова торгівля, транспорт та обладнання                | Гуртова торгівля, транспорт та обладнання                |                                                          | 16,7%                                                    | 16,7%                                                    |
| Природні ресурси, сільське господарство                  | Природні ресурси, сільське господарство                  |                                                          | 50%                                                      | 50%                                                      |

## Клімат
Середня річна температура становить 3,2°C, середня максимальна – 18,9°C, а середня мінімальна – -14,3°C. Середня річна кількість опадів – 1 103 мм.
| Клімат поселення                              | Клімат поселення | Клімат поселення | Клімат поселення | Клімат поселення | Клімат поселення | Клімат поселення | Клімат поселення | Клімат поселення | Клімат поселення | Клімат поселення | Клімат поселення | Клімат поселення | Клімат поселення |
| Показник                                      | Січ.             | Лют.             | Бер.             | Квіт.            | Трав.            | Черв.            | Лип.             | Серп.            | Вер.             | Жовт.            | Лист.            | Груд.            |                  |
| Середній максимум, °C                         | −3,15            | −3,72            | 0,44             | 5,78             | 10,95            | 16,69            | 18,89            | 18,45            | 14,23            | 8,80             | 3,90             | −1,66            |                  |
| Середня температура, °C                       | −8,45            | −9,03            | −4,85            | 0,48             | 5,67             | 11,39            | 15,58            | 15,16            | 10,92            | 5,50             | 0,60             | −4,98            |                  |
| Середній мінімум, °C                          | −13,74           | −14,34           | −10,16           | −4,83            | 0,35             | 6,07             | 12,27            | 11,86            | 7,61             | 2,19             | −2,7             | −8,28            |                  |
| Норма опадів, мм                              | 95               | 86               | 76               | 73               | 83               | 100              | 84               | 107              | 93               | 110              | 98               | 98               |                  |
| Середньомісячна швидкість вітру, м/с          | 6.66             | 6.26             | 6.15             | 5.61             | 5.10             | 4.86             | 4.53             | 4.66             | 5.26             | 5.68             | 6.25             | 6.68             |                  |
| Середньомісячна сонячна радіація, кДж/м²·день | 3617             | 6641             | 10788            | 14376            | 17374            | 18905            | 18572            | 15522            | 11340            | 6668             | 3727             | 2713             |                  |
| --------------------------------------------- | ---------------- | ---------------- | ---------------- | ---------------- | ---------------- | ---------------- | ---------------- | ---------------- | ---------------- | ---------------- | ---------------- | ---------------- | ---------------- |
| Джерело:                                      |                  |                  |                  |                  |                  |                  |                  |                  |                  |                  |                  |                  |                  |